# Ginikachi Eloka
Ginikachi Eloka, také známá jako Kachi Eloka, (* 1993, Lagos) je nigerijská fotografka, vizuální umělkyně a editorka na volné noze.

## Životopis
Ginikachi Eloka původem z Nigérie vystudovala v roce 2014 systémové inženýrství na univerzitě v Lagosu. Stála u zrodu komerčního konceptu zvaného „Yard Sales“, který jí umožnil vydělávat peníze a zároveň přidávat hodnotu do každodenního života jiných lidí.
Projekt zpřístupňuje kvalitní předměty ze skříní stylově orientovaných lidí za snížené ceny mnoha kupujícím. Nabízí také nákupní platformu, která umožňuje lidem, kteří chtějí upgradovat nebo uklidit svůj šatník, vydělat peníze.
Ginikachi Eloka začala fotografovat v roce 2012, kdy často zachycovala intimní a náhodné momenty svých přátel a rodiny na svůj mobilní telefon. Svou praxi od roku 2017 profesionalizovala prostřednictvím módní fotografie a portrétu.
Žije a pracuje v Lagosu.

## Profesionální kariéra
Práce Ginikachi Eloky zkoumá témata ženskosti a stylu v její rodné zemi. Experimentování prostřednictvím fotografie a dalších médií jí umožňuje prozkoumat osobní dilemata. Produkovala zejména umělecká díla pro Lagos Fashion Week, Sotheby's, Alara, Elle SA, Vlisco a ART X Lagos.
Nezávislá autorka obsahu pro různá média, včetně Konbini a True Africa, používá své texty ke zdůraznění děl afrických kreativců prostřednictvím módy, podnikání a umění.
Autorka se snaží sdílet díla nigerijských a afrických tvůrců s globálním publikem a zároveň vyzdvihuje autenticitu a řemeslnou zručnost lidí s kořeny v Africe.
Ginikachi Eloka je také bývalou ambasadorkou značky Zaron Hair & Makeup.